# NGC 7783D
NGC 7783D (другие обозначения — PGC 72806, MCG 0-60-60, HCG 98D, ARP 323, VV 208) — галактика в созвездии Рыбы.
Этот объект не входит в число перечисленных в оригинальной редакции «Нового общего каталога» и был добавлен позднее.